# سام جانسون (بازیکن فوتبال، زاده ۱۹۰۱)
سام جانسون (انگلیسی: Sam Johnson; ۱۹ اکتبر ۱۹۰۱ – ۱۹۷۵ (۷۳−۷۴ سال)) بازیکن فوتبال اهل بریتانیا بود.
از باشگاه‌هایی که در آن بازی کرده‌است می‌توان به باشگاه فوتبال ساوتپورت، باشگاه فوتبال سوئیندون تاون، باشگاه فوتبال استوک سیتی، باشگاه فوتبال کریستال پالاس و باشگاه فوتبال یورک سیتی اشاره کرد.